# Cardiagyris rugulosa
Cardiagyris rugulosa (sin. Aster rugulosus), listopadna trajnica iz porodice glavočika. Japanski je endem iz roda Cardiagyris,. Kew ga vodi pod rodom Aster Može narasti do 70 cm., u prosjeku izmeđ 30 i 50 cm. 

## Opis
Raste uspravno. Listovi su uski i izduženi (lancetasti); cvjetovi bijeli. Cvate od kasnog ljeta do rane jeseni.
- A. rugulosus, lancetasti listovi
- A. rugulosus, pup
- A. rugulosus, cvijet

## Sinonimi
- Aster rugulosus Maxim.; Bull. Acad. Petersb. 15: 226 (1871), 220
- Doellingeria rugulosa (Maxim.) G.L.Nesom; Phytologia 75(6): 456 (1993 publ. 1994)
- Aster rugulosus var. shibukawaensis Kitam. & Murata; Acta Phytotax. Geobot. 19(2-3): 68 (1962)